# Episymploce hassenzana
Episymploce hassenzana är en kackerlacksart som beskrevs av Roth, L. M. 1987. Episymploce hassenzana ingår i släktet Episymploce och familjen småkackerlackor.
Artens utbredningsområde är Taiwan. Inga underarter finns listade i Catalogue of Life.